# WikiTribune
WikiTribune是一個於2017年4月25日由吉米·威爾斯所宣布創立的網站。Wikitribune是威尔士的獨立計畫，不附屬於維基百科或者是维基媒体基金会。根据他的说法，“WikiTribune的新闻来自人民，且为了人民”。
這個網站的预览版本已经上线，但目前只提供給媒體等特定的受眾對象。

## 商業模式
目的是提供“事實和中立”的文章，以打擊“假新聞”問題。
資金來源於普通捐贈者，沒有廣告收入，可僱用的記者人數取决于非營利組織的資金水平。資金眾籌於2017年4月25日開始，支持者可选择每月支付10英鎊或15美元。
這些消息的取得，對所有人來說都是免費的。
記者將需要提供事實來源，或者提供完整的訪談記錄和文字稿。
大眾用戶將能夠修改以及更改文章，但是更改须经适格人士批准才會生效。
网站不设股东、广告客户以及付费订阅才能阅读的内容，这些措施有助于减少新闻面临的商业压力。付费用户有权建议新闻主题。

## 相关人士
在该计划中，吉米·威尔士的顾问包括：
- 莉莉·科尔[5]
- 杰夫·贾维斯[5]
- 盖伊·川崎[5]
- 劳伦斯·莱斯格[5]

## 外部連結
- 官方网站（英文）
- WikiTribune的Facebook專頁
- WikiTribune的X（前Twitter）